# Myrrha (bọ rùa)
Myrrha là một chi bọ rùa được Étienne Mulsant miêu tả năm 1846. Có 1 loài Myrrha octodecimguttata được tìm thấy ở châu Âu.